# 4505 Okamura
A 4505 Okamura (ideiglenes jelöléssel 1990 DV1) a Naprendszer kisbolygóövében található aszteroida. Tsutomu Seki fedezte fel 1990. február 20-án.